# 마리안 루푸
마리안 루푸(루마니아어: Marian Lupu, 1966년 6월 20일 ~ )는 몰도바의 정치인으로, 2005년 3월부터 2009년 5월까지 의회의 의장직을 맡았다. 2010년부터 2012년까지 몰도바의 임시 대통령으로 재직했다.
한때 몰도바 공산당원이었으며 지나이다 그레체아누이의 자리를 이어 몰도바의 총리직을 맡을 뻔 하였으나, 2009년 6월 3일 몰도바 공산당측에서 개혁이 불가능하다는 이유 때문에 결렬되고 말았다. 이후 민주당으로 이전하였으나, 총선에서 의석을 확보할 수 없었다. 2개월 후 다시 열린 총선에서는 민주당이 13석을 확보할 수 있게 되었다.
몰도바 국립 대학에서 경제학을 배웠고, 워싱턴 D.C.에 위치한 국제 통화 기금과 제네바에 위치한 세계 무역기구에서 일하였다.
2001년 6월 경제부 차관으로 임명되었고, 2003년 경제부 장관으로 승진했다. 2005년 몰도바 의회 의장이 되었다. 2010년 몰도바의 임시 대통령으로 추대되어 2012년까지 수행하였다.
그는 모국어인 루마니아어 말고도 영어, 불어, 러시아어 등을 말할 수 있다.

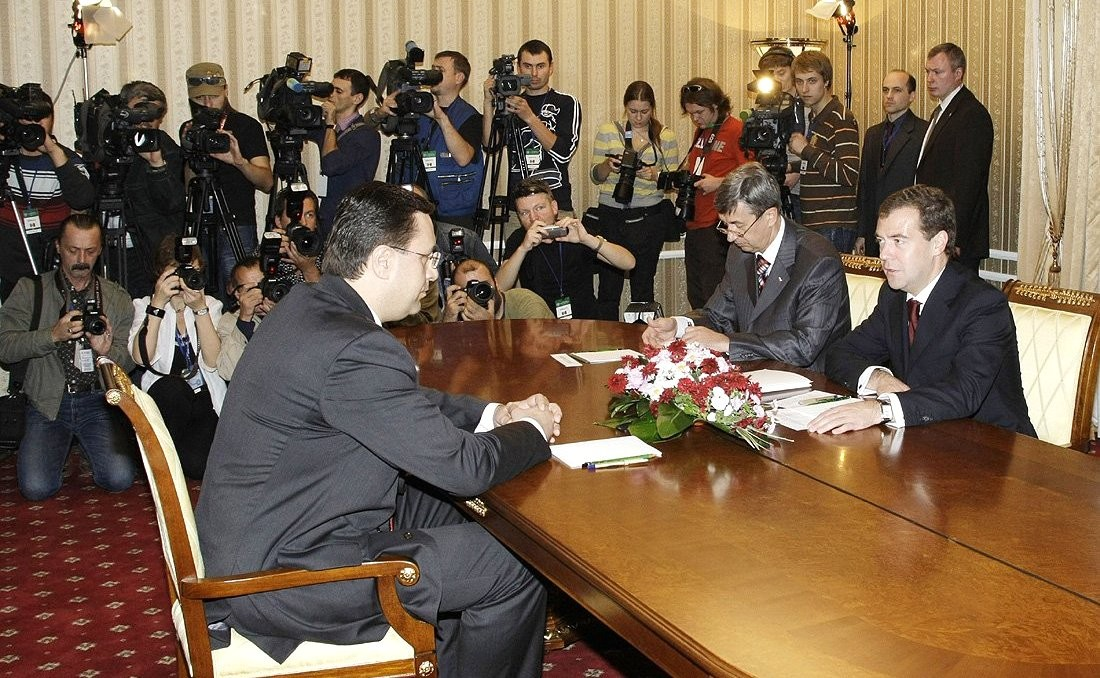
키시뇨프에서 러시아 대통령 드미트리 메드베데프와 찍은 사진